# Gigan
Gigan (ガイガン, Gaigan) är ett enormt monster som dök upp första gången i den japanska filmen Godzilla vs Gigan (1972). Gigan är den ständige skurken i de Godzilla-filmer i vilka han förekommer.

## Filmerna

### Godzilla vs Gigan
I filmen Godzilla vs Gigan sänds en flygande cyborg (en varelse av både levande och konstgjorda delar) till jorden av nebulanerna, invånarna från Space Hunter-nebulosan i universum M. Gigan samarbetar med King Ghidorah och med gemensamma krafter tänker de attackera Tokyo. Där stöter emellertid skurkarna på de båda hjältarna Godzilla och Anguirus, och efter en lång och hård strid blir de två rymdmonstren besegrade och tvingas återvända till rymden. 

### Godzilla vs Megalon
Ett år senare, i filmen Godzilla vs Megalon (1973), har Gigan återigen blivit sänd till jorden av nebulanerna, denna gång för att hjälpa folket i Seatopia att utrota mänskligheten. Tillsammans med Megalon vill de ta hämnd på människorna, och de strider mot människornas trogna bundsförvanter Godzilla och Jet Jaguar. Gigan överger till slut Megalon och flyger tillbaka till rymden.

### Godzilla: Final wars
I filmen Godzilla: Final wars (2004) återvänder Gigan till jorden, nu som ett mumifierat cyborgmonster, eftersom han blev ihjälslagen av Mothra för mer än 12 000 år sedan. Han hade emellertid blivit väckt till liv igen av xilianerna för att medverka i deras globala invasion av jorden. Gigan flyger till Sydpolen för att förgöra den nyligen uppvaknade Godzilla, som slumrat under isen, bortglömd av människorna. 
Gigan har skickligt snarat Godzilla med sina gripklor, men Godzillas eldstrålar skiljer hans huvud från kroppen. Senare anländer Mothra för att hjälpa Godzilla mot Monster X. Då infinner sig en helad och ännu farligare Gigan, med uppgraderade vapen, för att slåss mot sina gamla ärkefiender. De liar som han har på sina armar förvandlas till dubbla motorsågar och han kan slunga ut diskar av eld. Mothra får en av sina vingar avsågad av Gigans motorsågshänder. Gigan har nu synbarligen dräpt sin fiende och samarbetar därefter med Monster X mot Godzilla. Då anfaller Mothra plötsligt igen. Gigan slungar sina elddiskar mot henne men missar. Då skjuter han strålar från sitt öga som sätter eld på Mothra och hon ser ut att störta mot en säker död. Men medan Gigan gör en segergest kastas hans diskar tillbaka mot honom och sågar av hans huvud. Han lever fortfarande, men är ur stånd att göra något. Slutligen störtar den brinnande Mothra ner och förgör dem båda i en enda väldig explosion av eld.